# 紐黑文縣 (康涅狄格州)
紐哈芬郡（英語：New Haven County）是美国康乃狄克州中南部的一個郡，南靠長島海灣，面積2,333平方公里。根據2020年美國人口普查，共有人口86萬4,835人。本縣與本州其餘七縣一樣，於1960年取銷縣政府與縣治。該縣成立於1666年，是本州最早的四個縣之一，縣名來自同名的小海灣（New Haven Harbour）。